# Савинайнен, Вели-Матти
Вели-Матти Са́винайнен (фин. Veli-Matti Savinainen; род. 5 января 1986, Эспоо, Уусимаа) — финский хоккеист, левый и центральный нападающий клуба Лииги «Таппара» и сборной Финляндии. Чемпион мира 2019 года.

## Карьера
Будучи юниором Вели-Матти Савинайнен выступал в молодёжных составах клубов ФоПС и «Эспоо Блюз». Свою карьеру начал в 2005 году во второй по силе лиги Финляндии Местисе в составе клуба ФПС. В 2007 году пошёл на повышение в СМ-Лигу, подписав контракт с клубом «Эссят». В сезоне 2007/08 был арендован на две встречи клубом «КооКоо» из лиги Местис. За «Эссят» Савинайнен выступал до 2013 года, в последнем сезоне в составе этого клуба стал чемпионом Финляндии.
В начале июля 2013 года подписал двухлетний контракт с ханты-мансийской «Югрой». В сезоне 2013/14 в 49 встречах набрал 19 очков (13+6) по системе гол+пас. 17 июля 2014 года стало известно что «Югра» расторгло с ним контракт из-за лимита на легионеров, место Вели-Матти в «Югре» занял Лукаш Кашпар. В августе подписал контракт со шведским «Лександом» сроком на один год. Вели-Матти не удачно начал сезон, за 24 встречи в шведской лиге набрал 10 очков (5+5). 27 ноября вернулся в КХЛ, подписав контракт до конца сезона с нижегородским «Торпедо». В первой же встрече за «Торпедо» забросил шайбу московскому «Динамо».

### Международная
В составе сборной Финляндии участвовал на чемпионатах мира 2013, 2014, 2017, 2018 и 2019 годов, а также на Олимпийских играх 2018 года. Постоянно вызывается на этапы Еврохоккейтура.

## Достижения
- Чемпион мира 2019 года.
- Серебряный призёр чемпионата мира 2014.
- Шестикратный чемпион Финляндии в составах «Эссята» (2012/13) и «Таппары» (2015/16, 2016/17, 2021/22, 2022/23, 2023/24).
- Победитель Хоккейной Лиги чемпионов в составе «Таппары» (2022/23).

## Статистика
| Легенда | Легенда                    | Легенда | Легенда                   | Легенда | Легенда    |
| ------- | -------------------------- | ------- | ------------------------- | ------- | ---------- |
| И       | Количество проведённых игр | Штр     | Штрафное время            | +/−     | Плюс-минус |
| Г       | Голы                       | П       | Голевые передачи          | О       | Очки       |
| -       | Статистика неизвестна      | —       | Статистика не учитывалась |         |            |

### Клубная карьера
- a В этом сезоне в «Плей-офф» учитывается статистика игрока в Кубке Надежды.